# اولگ لوژنی
اولگ لوژنی (اوکراینی: Олег Романович Лужний؛ زادهٔ ۵ اوت ۱۹۶۸) بازیکن فوتبال اهل اتحاد جماهیر شوروی سوسیالیستی است.
از باشگاه‌هایی که در آن بازی کرده‌است می‌توان به باشگاه فوتبال ولورهمپتون واندررز، باشگاه فوتبال آرسنال، باشگاه فوتبال دینامو کی‌یف، و باشگاه فوتبال کارپاتی لویو اشاره کرد.
وی همچنین در تیم‌های ملی فوتبال شوروی و اوکراین بازی کرده‌است.